# اریتم نکرولیتیک آکرال
اریتم نکرولیتیک آکرال به انگلیسی: Necrolytic acral erythema، نوعی بیماری پوستی است که در اثر عفونت ویروسی هپاتیت C یا کمبود روی بروز می‌کند.
این بیماری یک پاپولوسکوموس و گاهی تاولی است که دارای شباهت بالینی و بافت‌شناسی با سایر اریتم‌های نکرولیتیک مانند اریتم نکرولیتیک مهاجر، پسودوگلوکاگونوم و سندرم‌های کمبود تغذیه است.